# Remigia uniformis
Remigia uniformis är en fjärilsart som beskrevs av Embrik Strand 1917. Remigia uniformis ingår i släktet Remigia och familjen nattflyn. Inga underarter finns listade.